# سوخ بور
سوخ بور (به لهستانی:  Suchy Bór) یک روستا در لهستان است که در گمینا خژانستوویتسه واقع شده‌است.